# Euclydes Pontes
Euclydes Pontes (1908-2003) fue un filatelista brasileño.
Nació en Río de Janeiro, estudió ingeniería civil y militar. En 1965 consiguió el grado de general del ejército del Brasil. Comenzó en la filatelia en 1932 haciendo una colección sobre Brasil pero fue sobre todo conocido por su colección de temática religiosa "María, mediadora de todas as grazas" que recibió importantes premios de la filatelia temática brasileña. Fue director de canjes del Club Filatélico del Brasil y presidente de la Unión Mundial San Gabriel. Fue uno de los fundadores de la Federación Brasileña de Filatelia y su presidente entre 1976 y 1997. Desde 1979 fue jurado internacional de la Federación Internacional de Filatelia (FIP) y organizó los congresos de la FIP en 1979 y 1983. Autor de sellos Os selos do Brasil e o Panamericano (1946) y A Filatelia Argentina e o Panamericanismo (1950).
- Datos: Q3398505